# Raphionacme dyeri
Raphionacme dyeri är en oleanderväxtart som beskrevs av E. Retief och H.J.T. Venter. Raphionacme dyeri ingår i släktet Raphionacme och familjen oleanderväxter. Inga underarter finns listade i Catalogue of Life.